# Kathedrale von Orizaba

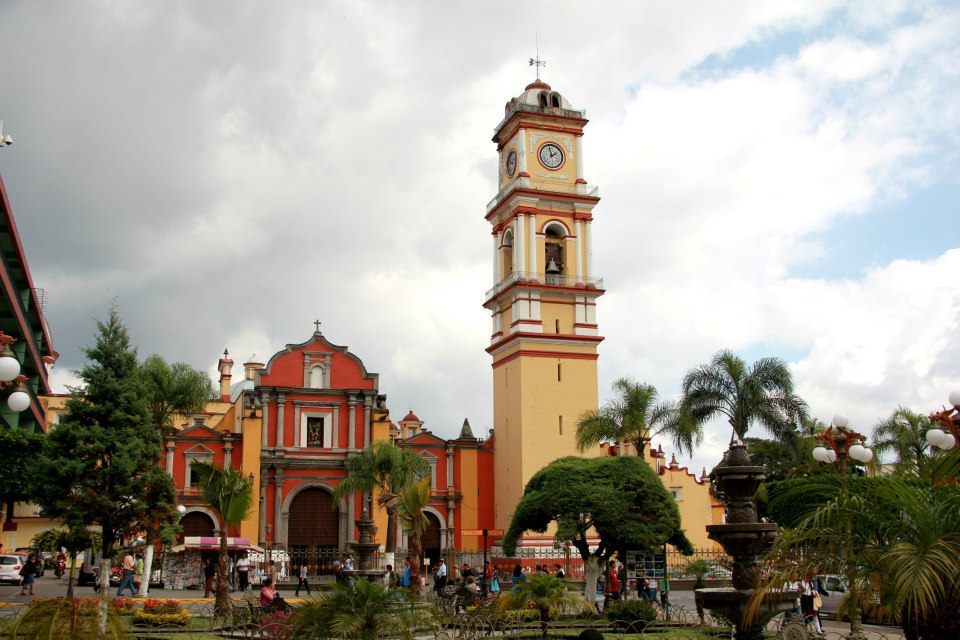
Kathedrale von Orizaba

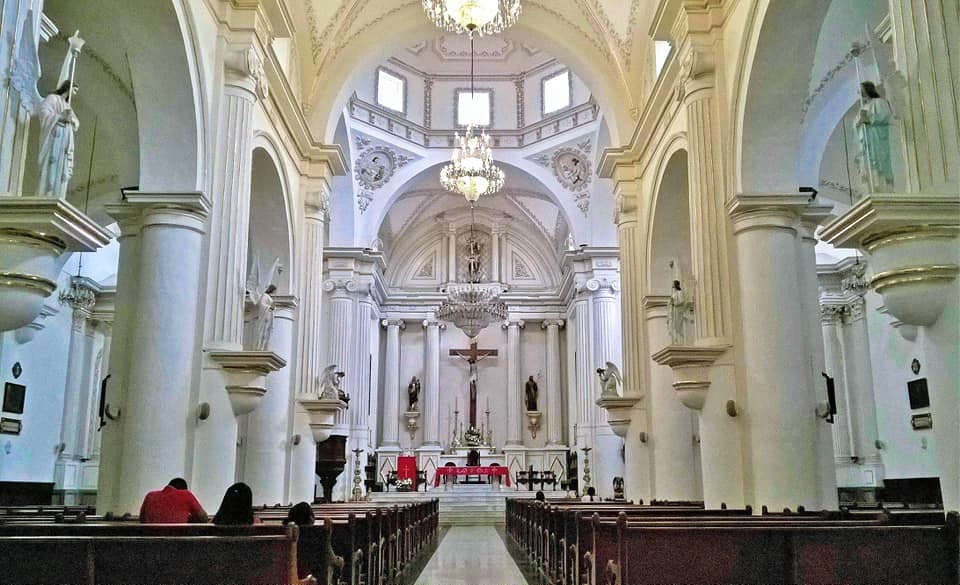
Langhaus und Chor

Die dem Erzengel Michael geweihte Kathedrale von Orizaba (spanisch Catedral de San Miguel Arcángel) ist die Kathedrale des erst im Jahr 2000 zum Bistum erhobenen Bistums Orizaba in der mexikanischen Großstadt Orizaba im Bundesstaat Veracruz.

## Lage
Die Kathedrale befindet sich an der Kreuzung der Calle Madero Norte mit der Poniente 3 in einer Höhe von ca. 1235 m.

## Geschichte
Die Kathedrale wurde einst von den Franziskanern auf einem Grundstück errichtet, auf dem sich zuvor wahrscheinlich drei Tempel der indigenen Einwohner aus verschiedenen Epochen befanden. 
Mit dem Bau wurde im 17. Jahrhundert begonnen; er wurde im Jahr 1720 vollendet, danach aber noch mehrfach verändert. Der ursprüngliche Kirchturm wurde bei den Erdbeben der Jahre 1864 und 1865 zerstört, später jedoch wieder aufgebaut. 
Im Laufe der Zeit hatte die Kirche drei unterschiedliche Bezeichnungen. Zunächst trug sie den Namen San Miguel Ixhuatlán und später  San Miguel Ahuilizapan, bevor sie ihre noch heute gültige Bezeichnung nach dem Schutzpatron der Stadt Orizaba, dem Erzengel Michael, erhielt.

## Architektur
Der dreischiffige, auf dem Grundriss eines lateinischen Kreuzes errichtete Bau vereint barocke und klassizistische Formen. Blickfang ist die durch einen durchfensterten oktogonalen Tambour erhöhte Kuppel über der Vierung.

## Ausstattung
Die Kathedrale birgt mehrere Werke des Malers Miguel Cabrera.